# علم تنزانيا
علم تنزانيا (بالسواحلية: bendera ya Tanzania)‏ اعتمد علم جمهورية تنزانيا رسميًا في 30 حزيران - يونيو من عام 1964.

## الرمزية
يتكون العلم التنزاني من أربعة ألوان هي الأسود والأخضر والأزرق والأصفر حيث يرمز اللون الأسود إلى الشعب ويرمز اللون الأخضر إلى البلد ويرمز اللون الأزرق إلى البحر ويرمز اللون الأصفر إلى الرواسب المعدنية.

## التاريخ
احتلت المملكة المتحدة غالبية شرق أفريقيا الألمانية في عام 1916 خلال غزو شرق أفريقيا. وبعد ثلاث سنوات، كُلف البريطانيون بإدارة إقليم تنجانيقا. وقد تحول إلى إقليم تابع للأمم المتحدة بعد الحرب العالمية الثانية، عندما حلت عصبة الأمم في عام 1946 وتشكلت الأمم المتحدة. وفي عام 1954، أنشأ جوليوس نيريري وأوسكار كامبونا رابطة تنجانيقا الأفريقية [الإنجليزية]. وكان هدف الحزب السياسي الحصول على الاستقلال؛ وكان علمه يتكون من ثلاثة شرائط أفقية خضراء وسوداء وصفراء. وقبل الاستقلال بقليل في عام 1961، أجريت انتخابات في تنجانيقا. وبعد فوز الحزب بها، نصح قادة الاستعمار البريطاني الحزب باستخدام تصميم علم حزبهم كإلهام لعلم وطني جديد. ونتيجة لذلك، أضيفت أشرطة صفراء، وأصبحت تنجانيقا مستقلة في 9 ديسمبر 1961.
استخدمت سلطنة زنجبار (التي كانت محمية بريطانية حتى عام 1963) راية حمراء خلال فترة حكمها على الجزيرة. وبعد الإطاحة بآخر سلطان عُماني لزنجبار في ثورة زنجبار في 12 يناير 1964، وتبنى حزب أفروشيرازي علمًا وطنيًا في الشهر التالي مستوحى من علم حزبه. الذي كان يتألف من ثلاثة شرائط أفقية زرقاء وسوداء وخضراء.
وفي أبريل 1964، اتحدت زنجبار مع تنجانيقا لتشكيل دولة واحدة. وبالتالي، دمجت تصميمات علم الدولتين لإنشاء علم وطني جديد. حيث أحتفظ باللونين الأخضر والأسود من علم تنجانيقا جنبًا إلى جنب مع الأزرق من علم زنجبار، مع تصميم قطري. وأعتمد هذا التصميم في 30 يونيو 1964. وقد ظهر على المجموعة الأولى من الطوابع الصادرة عن الدولة الموحدة.

## مواصفات العلم
- يتكون العلم من مثلث أخضر أعلى السارية ومثلث أزرق أسفل الجهة المقابلة مع شريط أسود من أسفل السارية إلى أعلى الجهة المقابلة وشريطين أصفرين موازيين للشريط الأسود
- طول العلم 72 وحدة وعرض العلم 48 وحدة (أي أن عرض العلم يساوي ثلثي طوله)
- عرض الشريط الأسود يساوي 13 وحدة
- عرض كل من الشريطين الأصفرين يساوي 3 وحدات

## ألوان العلم
- الأسود
- الأصفر: ح خ ز 252 / 209 / 22، س م ص د 0 / 17 / 91 / 1، ست عشري FCD116
- الأخضر: ح خ ز 30 / 181 / 58، س م ص د 83 / 0 / 68 / 29، ست عشري 1EB53A
- الأزرق: ح خ ز 0 / 163 / 221، س م ص د 100 / 26 / 0 / 13، ست عشري 00A3DD

## الأعلام التاريخية
| العلم | التاريخ            | الاستخدم                                           | الوصف |
| ----- | ------------------ | -------------------------------------------------- | --- |
|       | 1893-1918          | علم مستعمرة تنجانيقا كجزء من شرق أفريقيا الألمانية | شرائط أفقية سوداء وبيضاء وحمراء مع العقاب الإمبراطوري في دائرة بيضاء في المنتصف.                                                                       |
|       | 1919–1961          | علم إقليم تنجانيقا                                 | راية بريطانية حمراء مع شعار الانتداب البريطاني تحت ولاية عصبة الأمم (إقليم تابع للأمم المتحدة تحت الوصاية البريطانية عقب نهاية الحرب العالمية الثانية) |
|       | 1961–1964          | علم تنجانيقا                                       | حقل أخضر يتوسطه شريط أسود أفقي محاط بشرائط ذهبية. |
|       | 1896–1963          | علم سلطنة زنجبار (محمية بريطانية)                  | حقل أحمر |
|       | 1963–1964          | علم سلطنة زنجبار                                   | حقل أحمر به قرص أخضر في المنتصف يحمل فصين صفراوين من القرنفل.                                                                                          |
|       | يناير - أبريل 1964 | علم جمهورية زنجبار الشعبية                         | ثلاثة شرائط أفقية من الأزرق والأسود والأخضر. |